# Phaonia virgata
Phaonia virgata är en tvåvingeart som beskrevs av Stein 1913. Phaonia virgata ingår i släktet Phaonia och familjen husflugor. Inga underarter finns listade i Catalogue of Life.